# Palisada
Palisada je čelična ili drvena ograda ili zid različite visine, koja se koristi kao obrambena struktura.

## Tipična konstrukcija
Tipična konstrukcija sastoji se od drvenih debla male ili srednje veličine postavljenih okomito jedan do drugog tako da nema prostora među njima. Debla bi se tada naoštrila ili istaknula na vrhu, a na suprotnoj strani bila bi zabodena u zemlju. Ponekad bi bili pojačani dodatnim konstrukcijama. Visina palisade može varirati manje od metra pa sve do gotovo tri metra. Kao obrambena struktura, palisade su se često zajedno sa zemljanim radovima.
Palisade su bile savršen izbor za malene utvrde ili ostale na brzinu izgrađene fortifikacije. Budući da su bile od drva, mogle su se brzo i jednostavno izgraditi od već dostupnog materijala. Pokazale su se učinkovitom zaštitom u kratkotrajnim sukobima, te su bile učinkoviti štit protiv malih snaga. Ipak zbog svoje drvene konstrukcije bile su ranjive na požar i opsadno oružje.
Često su se palisade podizale oko dvorca kao privremeni zid dok se ne bi izgradio stalni kameni zid. Često su se koristile u Novoj Francuskoj.

## Predkolumbovska Sjeverna Amerika
Mnoga naselja mississippijske kulture na jugoistoku SAD-a također su koristila palisade. Najistaknutiji primjer je nalazište Cahokia u Collinsvilleu, Illinois. Drvena ograda s nizovima osmatračnica ili bastiona u pravilnim intervalima tvorile su 3 kilometra dugu ogradu oko Monk's Mounda i Grand Plaze. Arheolozi su pronašli dokaz ograde tijekom iskapanja tog područja, te pokazatelje da je ograda bila izgrađivana nekoliko puta, svaki put na neznatno drukčijem mjestu. Čini se da je ograda razdvajala cahokijsko glavno ceremonijalno mjesto od ostalih dijelova grada.
Među ostale primjere spadaju nalazišta Angel Mounds u južnoj Indiani, Kincaid u Illinoisu, Parkin i Nodena u jugoistočnom Arkansasu i Etowah u srednjozapadnoj Georgiji, SAD.